# Diprora lineata
Diprora lineata är en insektsart som beskrevs av Williams 1976. Diprora lineata ingår i släktet Diprora och familjen Derbidae. Inga underarter finns listade i Catalogue of Life.